# Disa tysonii
Disa tysonii är en orkidéart som beskrevs av Harry Bolus. Disa tysonii ingår i släktet Disa och familjen orkidéer. Inga underarter finns listade i Catalogue of Life.